# ابوحامد صاغانی
 ابوحامد احمد بن محمد صاغانی اسطرلابی، منجم و ریاضی‌دان ایرانی بود.
اصالتاً از اهل صاغان (چغان، روستایی از مرو رود خراسان) بود و در بغداد می‌زیست و در ذیقعده ی سال ۳۷۹ در بغداد درگذشت. سلاطین آل بویه و خلفای عباسی وی را محترم می‌داشتند. او کتاب تسطیح الکرة و رساله ی عمل المسبع فی الدائرة را به نام عضدالدوله ی دیلمی نوشت.
ابوسعید سجزی در رساله ی تثلیث زاویه دو راه برای حل مسئله ی تثلیث زاویه از صاغانی نقل کرده‌است.

## آثار ریاضی موجود وی
کتاب فی کیفیة تسطیح الکرة علی سطح الاسطرلاب
رسالة فی عمل ضلع المسبع المتساوی الاضلاع فی الدائرة
رسالة فی الساعات المعمولة علی صفائح الاسطرلاب
مقالة فی الابعاد و الاجرام